# Vartan Malakian
Vartan Malakian (en armenio: Վարդան Մալաքյան) (Mosul, Reino de Irak; 14 de febrero de 1947) es un artista,  pintor y bailarín iraquí de ascendencia armenia, conocido por ser el padre de Daron Malakian, guitarrista y cofundador de System of a Down.

## Vida
Desde muy pequeño, a la edad de 7 años, descubrió su pasión por la pintura. A los dieciocho años llevó a cabo su primera exposición en la embajada de Checoslovaquia. En 1974, emigró a Estados Unidos en Hollywood, California. En 1981 enseñó danza en una escuela de Glendale. En 1993 abrió la galería de arte Arka, donde vendió más de 100 creaciones artísticas propias. Actualmente reside en Los Ángeles, California, junto a su esposa Zepur Malakian.
Vartan Malakian, contribuyó en los diseños artísticos de los discos Hypnotize y Mezmerize de System of a Down. También hizo algunos trabajos artísticos en la guitarra Ibanez Iceman de su hijo.

## Galería

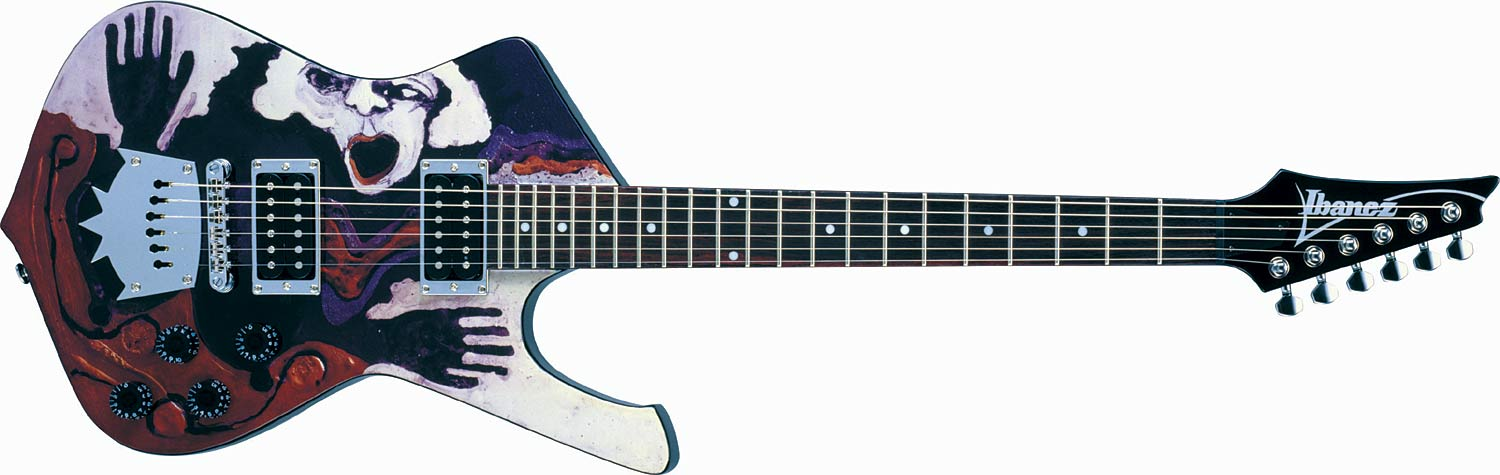
Ibanez Iceman Guitarra de Daron Malakian.